# Zabrež
Zabrež je naselje v Občini Laško.